# Józef Maria Bocheński
Józef Maria Bocheński (Czuszow, Polonia del Congreso, Imperio ruso, 30 de agosto de 1902 - Friburgo, Suiza, 8 de febrero de 1995) fue un sacerdote, fraile dominico y filósofo polaco. Desde su formación tomista se especializó en lógica, tanto en lógica clásica como en lógica formal moderna.

## Biografía
Nació en Czuszów (Polonia) en 1902. En 1920 ingresó en el ejército y participó en la guerra ruso-polaca. Posteriormente inició sus estudios universitarios. Estudió Derecho en Lemberg durante dos años, y Economía nacional en la Universidad de Poznan durante cuatro años. 
En 1926 entró en el seminario de Poznan, abandonándolo un año después para ingresar en la Orden de Predicadores. Después del noviciado (1927-1928) fue enviado a cursar estudios de Filosofía en la Universidad de Friburgo, culminándolos en 1931 con el doctorado en Filosofía, después de haber presentado una tesis titulada Die Lehre vom Ding an sich bei Moritz von Straszewski (La enseñanza de la cosa en sí misma por Moritz von Strazewski). Entonces fue enviado a cursar sus estudios de Teología en el Colegio Internacional Angelicum (actual Pontificia Universidad de Santo Tomás de Aquino) de Roma, que culminó en 1934 con la tesis De cognitione exsistentiae Dei per viam causalitatis relate ad fidem catholicam.
De 1934 a 1940 fue profesor de Lógica en el Angelicum. Tomó parte como soldado en la Segunda Guerra Mundial, residiendo unos años en Reino Unido. En 1946 fue nombrado profesor extraordinario de Filosofía en la Universidad de Friburgo, cargo que ejerció hasta 1948, cuando fue nombrado catedrático de Historia de la Filosofía moderna y contemporánea, puesto que ocupará hasta su jubilación en 1972. 
De 1950 a 1952 fue decano de la Facultad de Filosofía de la Universidad de Friburgo, y de 1964 a 1966 fue el rector de la universidad. Pronunció conferencias en numerosas universidades de EE. UU., Canadá, Austria, y otros países.
Fundó y dirigió el Ost Europa Institut en Friburgo, dedicado al estudio crítico y análisis de la filosofía soviética contemporánea. Publicó numerosos artículos de lógica y filosofía, sobre todo escolástica, y dirigió la Bibliographische Einführungen.
Murió en Friburgo el 8 de febrero de 1995.

## Pensamiento
Fue discípulo de Jan Łukasiewicz, y ha dedicado gran parte de su obra a la lógica, destacándose su dedicación sobre la analogía. Asimismo, se destacan sus investigaciones históricas acerca de la lógica en la antigüedad, en especial la de Teofrasto y la lógica oriental, y valora especialmente la lógica escolástica de los siglos XIII y XIV.
Consideró un error los intentos de edificar "lógicas trascendentales", bien sean dialécticas, de la Historia, de la Vida, o basadas en cualquier otra concreción. Considera que las lógicas formales proporcionan más enseñanzas filosóficas que la grandilocuencia trascendental de grandes sistemas.
También dedicó un estudio especial a la lógica de la religión y de la autoridad. Fue autor de numerosos artículos.

## Distinciones y reconocimientos
- Doctorado honoris causa por la Universidad de Buenos Aires.
- Doctorado honoris causa por la Universidad de Cracovia.
- Doctorado honoris causa por la Universidad de Notre Dame.
- Doctorado honoris causa por la Universidad de Milán.
- Doctorado honoris causa por la Academia de Teología Católica de Varsovia.

## Obras

### Libros:[4]
- Elementa logicae graecae (Roma, 1937).
- Nove lezioni di logica simbolica (Roma, 1938).
- La logique de Théophraste (Friburgo, 1947).
- Europäische Philosophie der Gegenwart (Berna, 1947). Traducción española: La filosofía actual (México, 1949).
- Précis de logique mathêmatique (Bossum, 1948). Traducción española: Compendio de lógica matemática (Madrid, 1976, 1ª ed.).
- Ancient Formal Logic (Ámsterdam, 1951).
- Formale logik (Friburgo-Múnich, 1956). Traducción española: Historia de la lógica formal (Madrid, 1968).
- Europäische Philosophie der Gegenwart (Berna, 1947).
- Der sowjetrussische dialektische Materialismus (Friburgo, 1959). Traducción española: El materialismo dialéctico (Madrid, 1958, 1ª ed.).
- Wege zur philosophischen Denken (Friburgo, 1959). Traducción española: Introducción al pensamiento filosófico (Barcelona, 1980).
- Lógica de la religión (Buenos Aires, 1964).
- Los métodos actuales del pensamiento (Madrid, 1975).
- ¿Qué es autoridad? (Barcelona, 1979).

Además, publicó una edición crítica de las Summulae logicalis de Pedro Hispano: Petri Hispani Summulae logicales (ed. crítica. Turín, 1947).